# Aga Khan IV
Le prince Karim al-Hussaini dit Aga Khan IV, en persan : كريم الحسين شاه, né le 13 décembre 1936 à Genève et mort le 4 février 2025 à Lisbonne, est un philanthrope et le chef spirituel des ismaéliens nizârites, de 1957 à sa mort.
Fils du prince Ali Khan et de Joan Yarde-Buller, aristocrate et socialite britannique, le prince Karim, alors étudiant à l'université Harvard, succède à son grand-père, l'Aga Khan III, mort le 11 juillet 1957, et prend le commandement spirituel de dix millions de musulmans dispersés dans 25 pays à travers le monde, en tant que 49e imam de la communauté ismaélienne nizârite, et quarante-neuvième descendant du Prophète.

## Biographie

### Succession
Le prince Karim passe son enfance au Kenya, puis étudie au collège Le Rosey en Suisse. À la mort de son grand-père, l'Aga Khan III, en juillet 1957, il est désigné pour lui succéder à l'imamat ismaélien nizârite, surpassant son père le prince Ali Khan (1911-1960) à cette fonction sacerdotale suprême, ce dernier étant nommé quelques mois plus tard, en mars 1958, représentant permanent (ambassadeur) du Pakistan aux Nations unies. Le prince Karim est ainsi intronisé 49e imam héréditaire des Ismaéliens en octobre 1957, à l'âge de 20 ans, sous le titre d'Aga Khan IV, à Dar es Salaam en Tanzanie.
Dans le cadre de son autorité religieuse (« Puissance divine, guidance et leadership », « l'apporteur de vie » et « le porteur de l'éternelle Noor d'Allah [Lumière de Dieu] »), il plaide durant son mandat spirituel pour un islam modéré, adapté au monde moderne. Mécène et investisseur averti, il s'impose sur la scène internationale comme un promoteur du dialogue interculturel, « tentant de jeter des ponts entre les peuples par le biais de l'aide à autrui et d'une meilleure diffusion de la culture ».

### Actions philanthropiques
Entré à l'université américaine Harvard, où il a pour camarade de chambre le fils du gouverneur Adlai Stevenson, Karim Aga Khan en sort diplômé en histoire islamique en 1959, puis rachète la même année un journal kényan et fonde le « East African Newspaper Ltd », renommé Nation Media Group (NMG), un groupe de presse qui devient influent en Afrique de l'Est.
Skieur alpin accompli, il représente quelques années plus tard l'État impérial d'Iran aux Jeux olympiques d'hiver de 1964 pour le ski.
Karim Aga Khan crée en 1967 la Fondation Aga Khan (en) (Aga Khan Foundation, AKF), un organisme sans but lucratif employant 80 000 personnes dans 30 pays et destiné à trouver des solutions de long terme aux problèmes de pauvreté, de famine, de maladie et d'illettrisme en Asie centrale et en Asie du Sud, en Afrique de l'Ouest et en Afrique de l'Est, ainsi qu'au Moyen-Orient. Ses solutions bénéficient par ailleurs à des personnes de toutes religions.
En 1977, il met en place le prix Aga Khan d'architecture pour récompenser l'excellence en architecture dans les sociétés musulmanes. L'architecte français Jean Nouvel, en collaboration avec l'agence parisienne AS (Architecture-Studio), obtient ce prix en 1989 pour la réalisation de l'Institut du monde arabe à Paris.
L'Aga Khan IV étend sa fondation humanitaire, l'AKF, et crée l'AKDN (Aga Khan Development Network), l'un des plus importants réseaux de développement privés au monde, qu'il dirige, et dont la mission est d'améliorer les conditions de vie et contribuer au développement économique des pays les plus pauvres. Ces institutions couvrent divers domaines comme l'agriculture, l'industrie, l'architecture, l'éducation et la santé.
Il est en 2005 à l'initiative de la Fondation pour la sauvegarde et le développement du domaine de Chantilly. Il est en outre le président de l'Académie Diplomatique Internationale (en).
En 2007, tous les Ismaéliens du monde célèbrent le jubilé d'or des 50 ans d'imamat de Karim Aga Khan ; à cette occasion, il lance la construction du barrage hydraulique de Bujagali, situé en Ouganda sur le Nil blanc et au bord du lac Victoria, qui s'achève et est inauguré au bout de cinq ans de travaux : le barrage fournissant désormais 18 heures d'électricité par jour à la région du Nil occidental, qui n'en avait auparavant que quatre heures tous les deux jours.
Il est élu membre associé étranger de l'Académie des beaux-arts — au fauteuil de l'architecte Kenzo Tange, décédé en 2005 — et sa réception par le secrétaire perpétuel de l'Académie des beaux-arts, Arnaud d'Hauterives, a lieu le 18 juin 2008 au sein de l'Institut de France,, où il est accueilli sous la coupole par Arnaud d'Hauterives et Hélène Carrère d'Encausse, secrétaire perpétuel de l'Académie française, sous les roulements de tambours de la Garde républicaine.
En juillet 2010, l'Aga Khan Trust for Culture (AKTC), une des agences de l'AKDN, finalise le projet de restauration des murs en terre de la mosquée Djingareyber de Tombouctou, datant du XIVe siècle,, en coopération avec le gouvernement du Mali, et qui avait commencé en juin 2006. 
En 2014, il fonde un musée d'art islamique, le Musée Aga Khan, à Toronto, au Canada.
En 2017, le jubilé de diamant des 60 ans de son imamat est célébré par un grand dîner à Rideau Hall, la résidence du gouverneur général du Canada.

### Courses hippiques
Poursuivant le travail accompli par son grand-père, il dirige l'élevage et l'écurie familiale dont les jockeys portent une casaque verte et des épaulettes rouges. Ses chevaux figurent parmi les plus célèbres du monde et se distinguent régulièrement dans les plus grandes courses de plat. Il a été propriétaire du fameux champion Shergar (enlevé et peut-être abattu par l'IRA en 1983) et a remporté notamment le prix de l'Arc de Triomphe à quatre reprises (Akiyda en 1982, Sinndar en 2000, Dalakhani en 2003 et Zarkava en 2008),.
Passionné de chevaux, l'Aga Khan a acquis le domaine français d'Aiglemont au Mont de Pô à Gouvieux, dans le département de l'Oise, à quelques kilomètres du champ de course de Chantilly. Il y réside et y développe une prestigieuse écurie d'une centaine de chevaux de courses, dont les fleurons concourent dans les plus grandes compétitions hippiques internationales. En 2016, il remporte le Derby d'Epsom comme l'Irish Derby, un doublé que lui envie la reine Élisabeth, également fervente amatrice de sport hippique, et dont l'Aga Khan est très proche. 
Propriétaire de haras à Kilcullen en Irlande, à Mesnil-Mauger, à Livarot et à Pont-d'Ouilly en Normandie, il est en 2018 le recordman des victoires hippiques au renommé Prix de Diane.

### Fortune

#### Biens immobiliers
Outre son domaine d'Aiglemont en France, le prince Karim Aga Khan qui tombe sous le charme de l'île de Sardaigne — où mouille son yacht à grande vitesse d'une valeur de 100 millions d'euros, l'Alamshar — investit également dans l'immobilier de luxe sarde à Porto Cervo et Porto Rotondo et fonde un yacht club. Son portefeuille italien se compose aussi bien d'hôtels de luxe en Sardaigne que dans la péninsule italienne. 
Il possède aussi une île privée dans les Bahamas, de terres en Égypte, où est enterré son grand-père au mausolée de l'Aga Khan, le parc Al-Azhar de 30 hectares dans le centre historique du Caire,, et de nombreux pieds à terre dans le monde qu'il rallie grâce à l'un de ses deux jets privés,. En 1969, cependant, il lègue au gouvernement indien le Palais Aga Khan (en), situé à Pune dans le Maharashtra, propriété de sa famille depuis près de quatre-vingts ans.
En 2012, Karim Aga Khan crée et dirige l’Auberge du Jeu de Paume, à Chantilly, un cinq-étoiles de 92 chambres et suites qui jouit des 115 hectares du château de Chantilly, son voisin immédiat. En 2019, l’Auberge du Jeu de Paume accueille le G7 Finance.
L’Auberge du Jeu de Paume a été rachetée à la fin du mois d’avril 2023 par le groupe portugais Sana Hotels, l’un des plus importants groupes d’hôtellerie et de restauration du Portugal.

#### Fiscalité
Dans une lettre du 4 avril 2008 signée du président de la République française et adressée à son ministre du Budget, Éric Woerth, également maire de Chantilly, et divulguée à la suite d'une enquête pour corruption,, les contribuables français apprennent que Nicolas Sarkozy a accordé à l'Aga Khan « une exonération des impôts directs, du droit de timbre et de l'impôt sur la fortune ». Les médias français qualifient alors la faveur du président Sarkozy de « cadeau fiscal extraordinaire » et qualifient l'Aga Khan d’« Imam d’or », celui-ci étant déjà connu pour « son goût pour les jets privés, les yachts de luxe et les stations de ski haut de gamme ».
La fortune de la famille Aga Khan est estimée en 2023 à plus de 13 milliards d’euros, et elle fait partie des dix familles royales les plus riches du monde.

#### Solution portugaise
L'Aga Khan trouve finalement solution au Portugal, où le traitement fiscal qui lui est proposé serait « prévisible » et où « les autorités au pouvoir le traiteraient de manière cohérente », quelle que soit la couleur politique du gouvernement en place. Lorsque la nouvelle de l’arrivée de l’Aga Khan au Portugal est annoncée, le ministre portugais des Affaires étrangères, Rui Machete (du Parti social-démocrate), déclare que cette décision s’était concrétisée après six ans de négociations.
En 2016, l'Aga Khan achète le palais de Mendonça, situé en plein centre de Lisbonne, pour 12 millions d'euros et promet d'investir 10 millions d'euros dans l'économie portugaise. La décision de déménager le siège mondial de l'Imamat ismaili au Portugal est avant tout une décision commerciale intelligente. Alors qu’à son siège français, l’Aga Khan recevait de nombreuses faveurs du président Nicolas Sarkozy, l’accord avec le Portugal est lui jugé beaucoup plus doux et, surtout, ne risquant pas d’être défait par l’un ou l’autre des partis politiques portugais au pouvoir. L'accord confère, par ailleurs, à l'Aga Khan le statut de diplomate et lui donne la liberté de transférer tous ses actifs mondiaux au Portugal (et du Portugal vers le monde extérieur) sans aucune restriction. À l'article 12 « Fonds, devises et actifs », il est mentionné que l'Aga Khan « peut détenir des fonds, des titres, de l'or et d'autres métaux précieux, ou des devises étrangères ». Il mentionne également que l'Aga Khan « sera libre de recevoir de telles valeurs du Portugal ou de l'étranger, de les détenir et de les transférer au Portugal ou du Portugal vers n'importe quel pays et de convertir toute monnaie détenue ou achetée dans toute autre monnaie ».
L'Aga Khan est en outre exonéré de tout type d'impôt national et local, y compris l'impôt sur les mutations ou les plus-values, l'impôt sur le revenu, l'impôt sur la fortune et le droit de timbre. De plus, tous les cadeaux et donations versés à l’Aga Khan seront déductibles des impôts. L'Aga Khan ne paiera également aucun droit sur l'achat, la propriété, l'immatriculation, l'utilisation ou la vente de véhicules terrestres, aériens ou maritimes, y compris les pièces de rechange et les consommables. Toute taxe sur la valeur ajoutée que l'Aga Khan paierait lui serait, de plus, entièrement remboursable.
Aux termes de l'accord, l'Aga Khan bénéficierait également du traitement diplomatique cérémonial accordé aux hautes personnalités étrangères et serait, de ce fait, à l'abri de toute action judiciaire et procédure judiciaire. L'Aga Khan a également négocié un traitement similaire pour les membres de sa famille et les hauts fonctionnaires travaillant pour lui.
Le statut diplomatique et les exonérations fiscales mentionnés [ci-dessus] auraient été impossibles à obtenir dans une démocratie ouverte comme le Canada et ne pouvaient être possibles que dans un pays comme le Portugal — qui est décrit comme une « démocratie imparfaite » par l'unité d’intelligence économique (EIU) de l'Economist Group.

#### Préjudices
L'Aga Khan est victime, entre 2015 et 2017, de l'arnaque dite au « faux Le Drian » et se fait soutirer plusieurs dizaines de millions d'euros, par deux escrocs, Gilbert Chikli et Anthony Lasarevitsch, se faisant passer pour le ministre Jean-Yves Le Drian et condamnés respectivement à 10 et 7 ans de prison,.

### Vie privée
- Par le premier mariage du prince Ali Khan, son père, avec l'honorable Joan Yarde-Buller, sa mère : l'Aga Khan IV a un frère cadet, le prince Amyn Aga Khan (né le 12 septembre 1937).
- Par le second mariage de son père avec l'actrice américaine Rita Hayworth : l'Aga Khan IV a une demi-sœur cadette, la princesse Yasmin Aga Khan (née le 28 décembre 1949).
- Par le premier mariage de l'honorable Joan Yarde-Buller, sa mère, avec le magnat Loel Guinness : l'Aga Khan IV a un demi-frère aîné, Patrick Benjamin Guinness (1931-1965), mort accidentellement.

En octobre 1969, l'Aga Khan épouse le mannequin britannique de confession anglicane Sarah Croker Poole (en) (Salimah Begum Aga Khan [convertie à l'islam], ex-épouse de lord James Charles Crichton-Stuart), avec qui il a une fille et deux fils :
- la princesse Zahra Aga Khan (en) (née le 18 septembre 1970)[15],[34] ;
- le prince Rahim Aga Khan (né le 12 octobre 1971)[15], actuel Aga Khan V ;
- le prince Hussain Aga Khan (en) (né le 10 avril 1974)[15].

L'Aga Khan et la bégum Salimah divorcent en 1995. Leurs trois enfants travaillent au sein de la fondation familiale AKDN.
En mai 1998, il épouse la juriste allemande et catholique Gabriele Homey dite Gabriele Thyssen (Inaara Begum Aga Khan [convertie à l'islam], ex-épouse du prince Charles Emich de Leiningen et fille de la femme d'affaires Renate Thyssen-Henne), avec qui il a un fils :
- le prince Aly Muhammad Aga Khan (en) (né le 7 mars 2000)[15].

Le 8 octobre 2004, l'Aga Khan et la bégum Inaara annoncent officiellement leur séparation. Ils divorcent finalement en septembre 2011 et l'Aga Khan est condamné par la Cour d'appel de Paris à verser 12 millions d'euros à son ex-épouse, mais une juridiction supérieure française porte ce montant à 60 millions d'euros,, attribuant toute la responsabilité de la rupture du mariage à l'Aga Khan, après avoir jugé que sa liaison avec une hôtesse de l'air (Beatrice von der Schulenburg,) en était la cause,. En mars 2014, après une longue bataille judiciaire, la Haute Cour de justice de Londres statue sur un accord définitif entre les deux parties évalué à 50 millions de livres sterling (entre 54 millions d'euros et ~60,5 millions d'euros) à l'avantage de l'ex-bégum et à des conditions gardées secrètes.
Son ami, James Wolfensohn, le 9e président de la Banque mondiale, disait de lui : « Il réussit parfaitement à trouver un équilibre entre l'accroissement de son capital et la satisfaction des besoins de ses partisans » et « Il représente beaucoup de choses pour beaucoup de gens » (“He is many things to many people”), « [...] Mais pour un dieu, il est un fantastiquement bon ami » (“But for a god, he's a fantastically good friend”),.
L'Aga Khan dispose de la nationalité britannique,,, portugaise et canadienne et bien qu'il ne règne sur aucun territoire souverain, il est souvent reçu comme un chef d'État lorsqu'il voyage. L'Aga Khan paie en outre la majorité de ses impôts en Suisse jusqu'à son installation fiscale au Portugal en 2016.
Ses obsèques se déroulent à Lisbonne, le 8 février 2025, en présence de nombreuses personnalités. L'Aga Khan IV est inhumé le lendemain au cours d'une cérémonie en toute intimité dans le mausolée à Assouan, en Égypte, où repose également son grand-père.

## Décorations

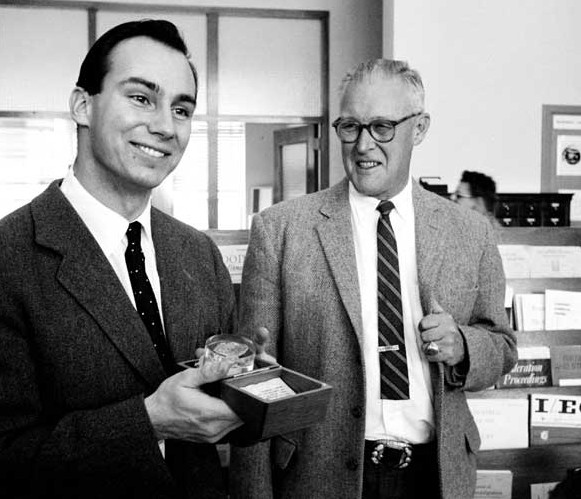
Le prince Aga Khan IV reçoit un morceau de trinitite, en 1959.

- Grand-croix de la Légion d'honneur ( France, 2018)[42]
- Grand-croix de l’ordre de la Liberté ( Portugal, 2017)[45]
- Chevalier commandeur de l'ordre de la Perle d'Afrique ( Ouganda, 2017)
- Médaille Padma Vibhushan ( Inde, 2015)
- Commandeur de l'ordre des Arts et des Lettres ( France, 2010)
- Grand-croix de l'ordre national du Mali ( Mali, 2008)
- Grand cordon de l'ordre national du Kenya ( Kenya, 2007)
- Compagnon de l'ordre du Canada ( Canada, 2005)[46]
- Grand-croix de l'ordre du Christ ( Portugal, 2005)
- Chevalier commandeur de l'ordre de l'Empire britannique ( Royaume-Uni, 2004)[47]
- Grand cordon de l'ordre du Courage ( Bahreïn, 2003)
- Grand-croix de l'ordre du Mérite ( Portugal, 1998)
- Médaille de l'ordre de l'Amitié ( Turkménistan, 1998)
- Grand-croix de l'ordre du Mérite civil ( Espagne, 1991)
- Chevalier de l'ordre du Mérite du travail ( Italie, 1988)
- Grand cordon de l'ordre du Trône ( Maroc, 1986)[48]
- Grand cordon de l'ordre du Nishan-e-Pakistan (en) ( Pakistan, 1983)
- Grand officier de l'ordre national du Lion du Sénégal ( Sénégal, 1982)
- Grand cordon de l'ordre de Nishan-e-Imtiaz (en) ( Pakistan, 1977)
- Chevalier grand-croix au grand cordon de l'ordre du Mérite de la République italienne ( Italie, 1977)
- Première classe de l'ordre des Pahlavis ( Iran, 1967)
- Grand cordon de l'ordre national du Mérite ( Comores, 1966)
- Grand-croix de l'ordre national Malagasy ( Madagascar, 1966)
- Grand-croix l'ordre national de la République de Côte d'Ivoire ( Côte d'Ivoire, 1965)
- Commandeur de l'ordre du Mérite national ( Mauritanie, 1960)
- Grand-croix de l'ordre national de la République de Haute-Volta ( Haute-Volta, 1960)
- Grand-croix de l'ordre de l'Infant Dom Henrique ( Portugal, 1960)
- Grand-croix de l'ordre de l'Étoile brillante de Zanzibar (en) ( Zanzibar, 1957)

## Distinctions

### Doctoratshonoris causa
- Docteur honoris causa de l'Université Simon Fraser (2018)
- Docteur honoris causa de l'Université de la Colombie-Britannique (2018)
- Docteur honoris causa de l'Université de Calgary (2018)
- Docteur honoris causa de l'université nouvelle de Lisbonne (2017)
- Docteur honoris causa de l'université du pays de Galles (2013)
- Docteur honoris causa de l'Université d'Ottawa (2012)
- Docteur honoris causa de l'université de Cambridge (2009)
- Docteur honoris causa de l'Université de l'Alberta (2009)
- Docteur honoris causa de l'université Harvard (2008)
- Docteur honoris causa de l'Université de Toronto (2004)
- Docteur honoris causa de l'université Brown (1996)
- Docteur honoris causa de l'Université McMaster (1987)
- Docteur honoris causa de l'Université McGill (1983)

### Prix et récompenses
- Clé d'or de la ville de Porto (2019)
- Citoyen d'honneur du Canada (2009)
- Clé d'or de la ville d'Austin (2008)
- Médaille de l'Union internationale des architectes (France, 2001)
- Lauréat du Daily Telegraph Award of Merit (2000)
- Médaille d'or de la ville de Grenade (Espagne, 1998)
- Clé d'or de la ville de Lisbonne (1996)
- Médaille d'argent de l'Académie d'architecture (France, 1991)
- Clé d'or de la ville de Karachi (1981)
- Citoyenneté d'honneur de la ville Lahore (1980)
- Clé d'or de la ville de Mahajanga (1966)

### Reconnaissances
- Le 8 décembre 2022, le gouvernement tanzanien baptise une rue de Dar es Salaam « Aga Khan Street » à l'occasion du 86e anniversaire de l'Aga Khan IV[49], en reconnaissance des services rendus par le Réseau Aga Khan de développement, l'AKDN[49].
- En juin 2023, la ville de Chantilly lui rend hommage et baptise une de ses rues pavées principales, la « Route de Son Altesse l’Aga Khan »[50].

## Titulature
- 13 décembre 1936 - 11 juillet 1957 : prince Karim Aga Khan ;
- 11 juillet 1957 - 4 février 2025 : Son Altesse l'Aga Khan IV ;
  - 1959-2025 : Son Altesse Royale l'Aga Khan IV (prédicat d'altesse royale accordé par le chah d'Iran, mais non utilisé par l'Aga Khan).

En 1957, la reine Élisabeth II lui confère le prédicat officiel d'altesse (prédicat qui était officieux depuis l'abolition de la monarchie au Pakistan en 1956). 
En 1959, Mohammad Reza Pahlavi, chah d'Iran, lui confère le prédicat d'altesse royale.
Le huitième chapitre de la Constitution ismaélienne nizârite s'ouvre par la liste protocolaire des noms sous lesquels l'âgâ khân est désigné :
« Son Altesse [...] est identifié parmi les murîdes shiites imamites ismailites » par les noms suivants : “Hazrat Maulana, Dhani Salamat Datar, Pir Salamat, Sarkar Saheb, Huzur-Pur-Noor, Dhani Salamat, Hazar Imam, Dhani Pir, Pir Shâh, Aga Khan, etc.”.